# Henry Ian Cusick

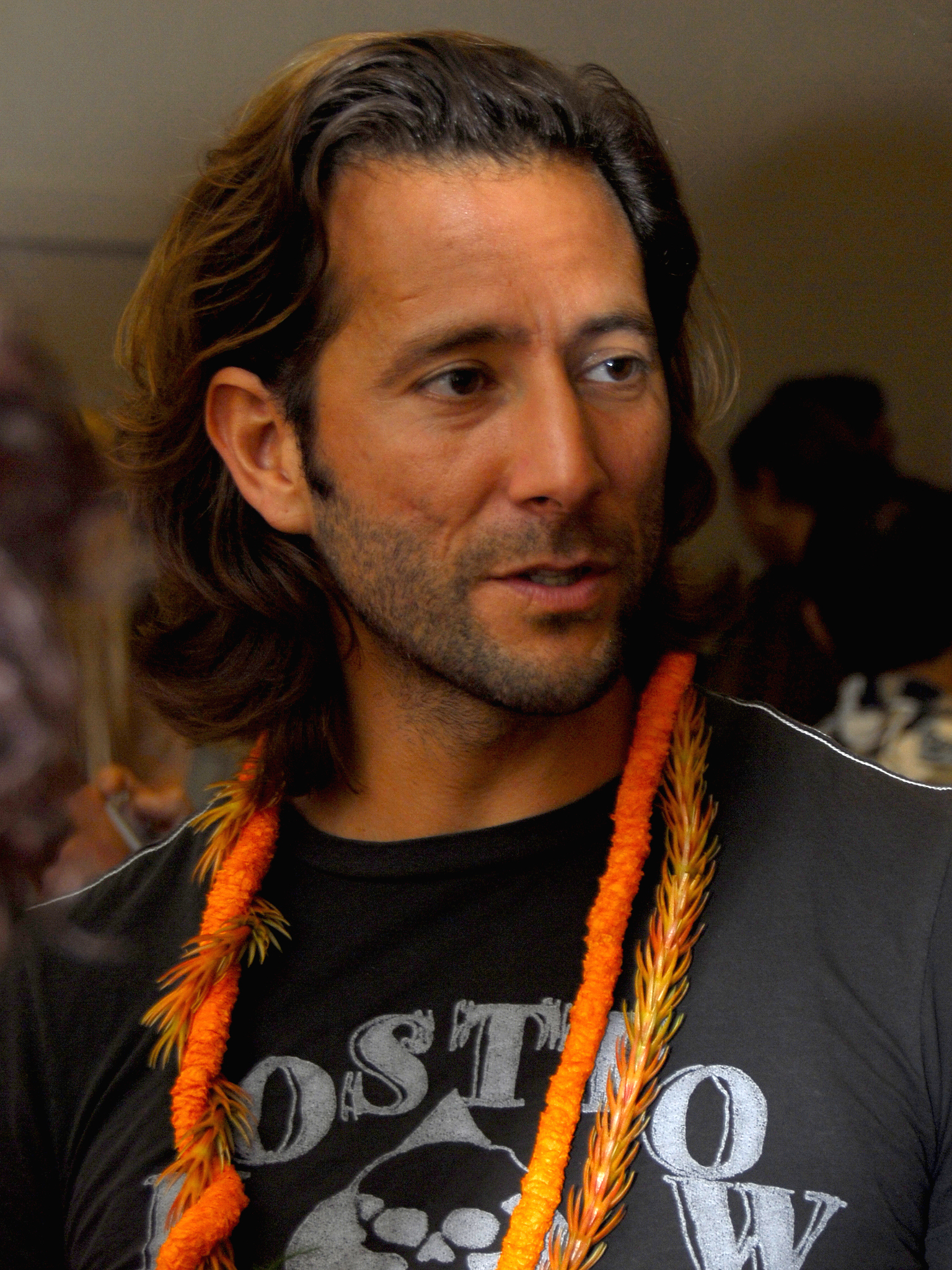
Henry Ian Cusick (2007)

Henry Ian Cusick (* 17. April 1967 in Trujillo, Peru) ist ein peruanisch-britischer Film- und Theaterschauspieler.

## Biographie
Cusick, der Sohn einer peruanischen Mutter und eines schottischen Vaters, wuchs in Trinidad, Spanien und Schottland auf. Er wurde an der Royal Scottish Academy in Edinburgh ausgebildet, bevor er begann, auf Glasgower und später auf englischen Bühnen zu stehen.
Er spielte unter anderem mit folgenden Ensembles: Royal Shakespeare Company, Royal National Theatre, 7:84 Theatre (politische Theatergruppe in Glasgow), Citizens Theatre, Theatre Babel. Ab 1993 spielte er auch in Spielfilmen und Fernsehserien.
Internationale Berühmtheit erlangte er durch die ABC-Serie Lost, in der er die Figur des Desmond Hume verkörperte. Eigentlich war er lediglich als Gastrolle in der zweiten Staffel vorgesehen, sein Charakter Desmond entwickelte sich aber in den folgenden Staffeln zu einer Hauptfigur.
Mit seiner Ehefrau Annie hat er drei Kinder.

## Filmografie (Auswahl)

### Serien
- 2001–2002: Casualty (9 Folgen)
- 2003: Adventure Inc. – Jäger der vergessenen Schätze (Adventure Inc., Folge 1x13)
- 2003: Inspector Barnaby (The Fisher King, Folge 7x03)
- 2005: Waking the Dead – Im Auftrag der Toten (Waking the Dead, Folge 5x02)
- 2005–2010: Lost (43 Folgen)
- 2006: 24 (2 Folgen)
- 2010: Law & Order: Special Victims Unit (2 Folgen)
- 2012: Fringe – Grenzfälle des FBI (Fringe, 2 Folgen)
- 2012–2013: The Mentalist (3 Folgen)
- 2012, 2015: Scandal (7 Folgen)
- 2013: Hawaii Five-0 (Folge 4x01)
- 2013: CSI: Vegas (CSI: Crime Scene Investigation, Folge 13x16)
- 2013: Body of Proof (2 Folgen)
- 2014–2019: The 100 (58 Folgen)
- 2016: Rush Hour (Folge 1x01)
- 2017: Marvel’s Inhumans (6 Folgen)
- 2019: The Passage (9 Folgen)
- 2020–2021: MacGyver
- 2022: Big Sky (Fernsehserie)
- 2023: Navy CIS: Hawaiʻi (Folge 2×21)

### Filme
- 2002: Besessen (Possession, uncredited)
- 2003: Das Johannes-Evangelium (The Gospel of John)
- 2004: Perfect Romance
- 2006: Half Light
- 2007: Hitman – Jeder stirbt alleine (Hitman)
- 2009: So gut wie tot – Dead Like Me: Der Film (Dead Like Me: Life After Death)
- 2014: 10.0 – Das Erdbeben-Inferno (10.0 Earthquake)
- 2015: Just Let Go
- 2017: Rememory
- 2023: Jamojaya